# Neoditylenchus striatus
Neoditylenchus striatus är en rundmaskart. Neoditylenchus striatus ingår i släktet Neoditylenchus och familjen Tylenchidae. Inga underarter finns listade i Catalogue of Life.